# 大頭安德烈杜父魚
大頭安德烈杜父魚，為杜父魚科安德烈杜父魚屬的唯一一種。

## 分布
本魚分布於西北太平洋區俄羅斯遠東地區的千島群島海域。

## 特徵
本魚頭大；子鰓蓋棘4枚，呈彎曲向上，叉型； 後腦部上無硬棘與冠；頭部上的鱗片從背面觀察可伸縮並向前沿著眼間隔到前緣；背鰭基底棘下的身體鱗片形成一條條紋有不規則的斜列, 形成一列沿著側線與在背鰭基底上緣後面的胸鰭下面的一個斑點。具2個鼻孔；鰓蓋薄膜聯合了與峽部分離；有發展良好的偽鰓；在第4個鰓弓後面有一個小開口，背鰭硬棘9枚；背鰭軟條20枚；臀鰭軟條13枚，體長可達26.3公分。

## 生態
本魚棲息在水深100至1000公尺的海域，為深海底棲性魚類，習性不明。